# Raquel García-Tomás
Raquel García-Tomás (Barcelone, 1984) est une compositrice espagnole spécialisée en création multidisciplinaire et collaborative. Elle est distinguée par le Prix national de musique 2020, modalité de Composition, qu'accorde annuellement le Ministère de la Culture de l'Espagne.

## Biographie
Raquel García-Tomás étudie la spécialité de composition musicale à l'École supérieure de musique de Catalogne (Esmuc) et elle est diplômée de doctorat du Royal College of Music de Londres, ville dans laquelle elle a habité pendant six ans. Elle réalise des créations conjointes avec l'English National Ballet, la Royal Academy of Arts ou le Dresdener Musikfestspiele. Elle collabore comme compositrice et videocréatrice avec le directeur de scène berlinois Matthias Rebstock (de) dans la création de Büro für postidentisches Leben, créée au Festival Grec et à la Neuköllner Oper (de) Berlin. Elle est compositrice invitée du cycle de musique contemporaine Sampler Séries de l'Auditorium de Barcelone durant la saison 2015-2016, avec l'oeuvre Blind Contours n° 1, interprétée par Oslo Sinfonietta,. Les autres formations pour lesquelles elle a reçu des commandes ou avec lesquelles elle a collaboré sont, entre autres, Phace Ensemble, Ensemble Contemporain Orchestre de Cadaqués, Orchestre symphonique de Madrid, Càmera Musicae, Expérimental Funktion, CrossingLines Ensemble, Ensemble Son Extrême, Cosmos Quartet, Barcelone Clarinet Players, Barcelone Reed Quintet, BCN 216 et PluralEnsemble.
Sa musique est interprétée à l'Auditorium de Barcelone, le Palais de la musique catalane, le Théâtre Lliure (en), le Théâtre national de Catalogne, le Palais de la musique (Valence), l'Auditorium de Saragosse, le Théâtre espagnol, les Théâtres de la Chaîne, La Maison Allumée ou l'Auditorium 400 du Musée National Centre d'Art de la Reine Sophie. De même, sa musique est jouée dans diverses villes, surtout européennes, mais aussi au Caire, à Rosario ou Buenos Aires.
Elle collabore à la création de l'opéra de chambre Dido reloaded avec Xavier Bonfill, Joan Magrané et Octavi Rumbau, produite par Opéra de Poche et Nouvelle Création, avec dramaturgie de Cristina Agneau et direction scénique de Jordi Pérez Solé, créé en octobre 2013 à la Royale Académie de Médecine de Barcelone et à la salle Berlanga de Madrid. Après la création, la même équipe continue le projet avec l'oeuvre Go, Aeneas, Go! créé en mai 2014 à la Russisches Haus der Wissenschaft und Kultur de Berlin après avoir obtenu le premier prix du Berliner Opernpreis 14 organisé par la Neuköllner Oper et GASAG pour soutenir des créateurs émergents.
En 2015, García -Tomás et Magrané créent l'opéra se déroulant à Barcelone, disPLACE, qui est représenté au Festival MusikTheaterTage Wien, au Centre Sainte Mónica de Barcelone ainsi que dans des théâtres de la Chaîne de Madrid en coproduction avec le Théâtre Royal.
Le 14 février 2018, le Théâtre National de la Catalogne, crée Balena blava, avec la musique de García-Tomàs et le texte de Victoria Szpunberg, œuvre de vingt minutes de durée inspiré du Sacre du printemps, de Igor Stravinsky. L'événement a compté sur la participation des élèves de l'École Supérieure de Musique de la Catalogne (ESMUC) et de l'actrice Marta Angelat. La même année débute au Théâtre Royal (Madrid), au Théâtre Espagnol et au Teatre Lliure de Barcelone l'opéra bouffe créé avec Helena Tornero (scénario) et Marta Pazos (scénographie), Je suis narcissiste.
Pendant la saison 2019-2020, elle est compositrice résidente dans des résidences musicales de la Fondation la Catalogne-La Pedrera. Au début d'octobre 2020, elle bénéficie d'une bourse Leonardo de la Fondation BBVA pour créer, avec la libretiste Irène Gayraud et la directrice de scène Marta Pazos, un nouvel opéra, Alexina B, qui sera créé au Grand théâtre du Liceu le 18 mars 2023. L'opéra est inspiré par les mémoires de Herculine Barbin, également connue comme Alexina B., une personne intersexe qui a habité en France au XIXe siècle. Le 13 mai 2022 est créé à  L'Auditorium une oeuvre symphonique chorale, Suite of Myself, basée musicalement sur la Passion selon saint Jean de Bach et littérairement sur des poèmes de Walt Whitman.

## Prix et distinctions
- 2017 : prix L'Oeil Critique de Radio Nationale de l'Espagne, RNE de Musique Classique, par l'originalité de ses exposés et l'usage et combinaison du langage compositif[12]
- 2019 : en septembre, l'opéra bouffe Je suis narcissiste, une production de Òpera de Butxaca i Nova Creació, Teatre Lliure, Théâtre Espagnol et Théâtre Royal, a gagné le Prix Interdisciplinaire, des premiers Prix Alícia avec lesquels l'Académie Catalane de la Musique prétend projeter et promouvoir de façon transversale les valeurs artistiques, culturelles, sociales et éducatives de la musique[13].
- 2020 :
  - Je suis narcissiste, finaliste de la catégorie de Meilleur spectacle musical ou lyrique de la XXIII édition des #Prix Max des arts scéniques. Dans les mêmes Prix, García-Tomás est finaliste de la catégorie Meilleure Composition musicale pour le spectacle scénique et Pier Paolo Álvaro est aussi finaliste de la catégorie Meilleure création de costume pour le même opéra[14].
  - En février, publication de la liste de finalistes des International Opéra Awards, dans laquelle figure dans la catégorie Meilleure création absolue le Je suis narcissiste au Théâtre royal de Madrid. Ces prix qu'a créé en 2012 la revue britannique Opera avec l'objectif de récompenser annuellement les meilleurs artistes lyriques dans le monde sont considérés comme les Oscar du monde de l'opéra. La publication des gagnants, qui était programmée pour le 4 mai, est repoussée au 21 septembre, date à laquelle elle est empêchée en raison de la pandémie de Covid-19[15],[16].
  - Le 14 octobre, #Prix National de Musique, qu'attribue annuellement le Ministère de la Culture d'Espagne, dans la modalité de Composition[17].